# Іваширо-Мару
Іваширо-Мару (яп. 岩代丸, Iwashiro Maru) — судно, яке під час Другої світової війни взяло участь у операціях японських збройних сил у архіпелазі Бісмарка та на Маршаллових островах.
Судно спорудили 1939 року на верфі Harima Zosensho у Айой на замовлення компанії Kaiyo Kisen.
21 вересня 1941-го Іваширо-Мару реквізували для потреб Імперського флоту Японії. У грудні того ж року його класифікували як допоміжне судно для бункерування паливом (вугіллям і нафтою). До 26 січня 1942-го Іваширо-Мару пройшло певну модернізацію на верфі Nihon Kokan Zosensho у Цурумі.
Протягом лютого – травня 1942-го судно здійснило кілька рейсів з Японії до японських підмандатних територій у Мікронезії, зокрема, відомо, що в другій половині травня Іваширо-Мару побувало на атолі Кваджелейн (Маршаллові острови). Втім, вже наприкінці того ж місяця судно досягнуло Рабаулу на острові Нова Британія (тут японці створили головну передову базу, з якої впродовж наступних років провадитимуть операції на Соломонових островах і сході Нової Ґвінеї). Наприкінці червня Іваширо-Мару полишило Рабаул та 5 липня прибуло у японський порт Йокоґама.
У кінці липня 1942-го судно вирушило у новий рейс до Кваджелейну і Рабаулу, з якого повернулось до Йокосуки 1 вересня. 
Протягом осені 1942-го Іваширо-Мару працювало у водах Японії, а 13 грудня вирушило з Йокосуки на атол Трук в центральній частині Каролінських островів (тут ще до війни створили потужну базу японського ВМФ, з якої до лютого 1944-го провадились операції у цілому ряді архіпелагів). Далі його шлях проляг на Маршаллові острови. 13 січня 1943-го за сім десятків кілометрів на північний захід від атолу Кваджалейн судно перестрів американський підводний човен USS Whale, що випустив по ньому чотири торпеди. Три з них потрапили в Іваширо-Мару, яке розломилось і швидко затонуло. Загинуло 23 члени екіпажу.